# Alois Vogl
Alois Vogl (Neukirchen beim Heiligen Blut, 15 settembre 1972) è un ex sciatore alpino tedesco.

## Biografia

### Stagioni 1991-1998
Specialista delle prove tecniche originario di Lohberg, Vogl debuttò in campo internazionale in occasione dei Mondiali juniores di Geilo/Hemsedal 1991; in Coppa del Mondo ottenne il primo piazzamento di rilievo il 16 gennaio 1994 nello slalom speciale di Kitzbühel, classificandosi al 10º posto, mentre il 24 gennaio 1995 colse a Tarvisio nella medesima specialità il suo primo podio in Coppa Europa (3º).
Esordì ai Campionati mondiali nella rassegna iridata della Sierra Nevada 1996, senza tuttavia completare né lo slalom gigante né lo slalom speciale; l'anno dopo ai Mondiali di Sestriere si classificò 14º nello slalom speciale e uscì nella prima manche dello slalom gigante. Convocato per i XVIII Giochi olimpici invernali di Nagano 1998, non prese tuttavia parte alla prova di slalom speciale.

### Stagioni 1999-2008
Ai Mondiali di Vail/Beaver Creek 1999 non completò nuovamente né lo slalom gigante né lo slalom speciale. Dopo alcune stagioni povere di risultati, il 6 gennaio 2004 Vogl ottenne a Les Menuires in slalom speciale la sua unica vittoria, nonché ultimo podio, in Coppa Europa; il 22 dicembre dello stesso anno, nello slalom speciale di Flachau, conquistò quindi il suo primo podio in Coppa del Mondo, classificandosi al 3º posto, e nella stessa stagione vinse la sua unica gara nel circuito, lo slalom speciale della Männlichen/Jungfrau di Wengen del 16 gennaio. Al termine di quella stagione risultò 5º nella classifica della Coppa del Mondo di slalom speciale, suo miglior piazzamento in carriera.
Ai XX Giochi olimpici invernali di Torino 2006, sua ultima presenza olimpica, non terminò la prima manche della prova di slalom speciale. Nel 2007 ottenne il suo ultimo podio in Coppa del Mondo, nello slalom speciale di Kitzbühel del 27 gennaio (3º), e partecipò ai suoi ultimi Campionati mondiali: nella rassegna iridata di Åre uscì nella prima manche dello slalom speciale. La sua ultima gara di Coppa del Mondo fu lo slalom speciale disputato il 22 gennaio 2008 a Schladming, nel quale non si qualificò per la seconda manche; si congedò dal Circo bianco in occasione di una gara FIS a Garmisch-Partenkirchen il 27 gennaio successivo.

## Palmarès

### Coppa del Mondo
- Miglior piazzamento in classifica generale: 27º nel 2005
- 5 podi (tutti in slalom speciale):
  - 1 vittoria
  - 1 secondo posto
  - 3 terzi posti

#### Coppa del Mondo - vittorie
| Data            | Località | Paese    | Specialità |
| --------------- | -------- | -------- | ---------- |
| 16 gennaio 2005 | Wengen   | Svizzera | SL         |

Legenda:

SL = slalom speciale

### Coppa Europa
- Miglior piazzamento in classifica generale: 28º nel 2004
- 6 podi:
  - 1 vittoria
  - 2 secondi posti
  - 3 terzi posti

#### Coppa Europa - vittorie
| Data           | Località     | Paese   | Specialità |
| -------------- | ------------ | ------- | ---------- |
| 6 gennaio 2004 | Les Menuires | Francia | SL         |

Legenda:

SL = slalom speciale

### Far East Cup
- 2 podi:
  - 1 vittoria
  - 1 secondo posto

#### Far East Cup - vittorie
| Data          | Località   | Paese    | Specialità |
| ------------- | ---------- | -------- | ---------- |
| 11 marzo 1997 | Shigakōgen | Giappone | SL         |

Legenda:

SL = slalom speciale

### Campionati tedeschi
- 14 medaglie[1]:
  - 7 ori (slalom speciale nel 1993; slalom speciale nel 1995; slalom gigante nel 1996; slalom gigante nel 1998; slalom gigante, slalom speciale nel 2002; slalom speciale nel 2004)
  - 5 argenti (slalom speciale nel 1994; slalom speciale nel 1997; slalom gigante, slalom speciale nel 2000; slalom speciale nel 2003)
  - 2 bronzi (slalom gigante nel 1995; slalom gigante nel 1997)